# Rubén Lorenzo
Rubén Lorenzo es un pianista español nacido en Zaragoza. Está considerado como uno de los pianistas españoles con más repertorio pianístico interpretado de su generación.
Intérprete reconocido de música española, ha dedicado parte de su carrera concertística internacional a la promoción de obras de autores nacionales como Isaac Albéniz, Manuel de Falla, Enrique Granados, Federico Mompou, Antonio Soler, Joaquín Turina, Rodolfo Halffter, Gustavo Pittaluga, Salvador Bacarisse o Aita Donostia, entre otros.

## Biografía
Rubén Lorenzo comenzó su formación en Zaragoza con Julieta Bel, discípula de Lazare Lévy, y continuó, posteriormente, en Madrid con Pedro Espinosa y Josep Colom. En 1984, se traslada a Londres donde estudia con Louis Kentner y Nariné Haroutiunian, hija del célebre compositor Alexander Haroutiunian, tras ganar la primera edición de la Beca Pilar Bayona y tras recibir el Premio de Honor en Piano y el Premio de Honor en Música de Cámara del Conservatorio de Zaragoza.
Su intensa actividad concertística desde 1982 le ha llevado a actuar, con excelentes críticas, en prestigiosas salas de diferentes países como la sala Franz Liszt de Budapest, el Weill Recital Hall (Carnegie Hall) de Nueva York, el Teatro de la Villa Louvigny de Luxemburgo, la Salle Cortot de París, el Anfiteatro Simón Bolívar de México, el Lee Hysan Concert Hall de Hong Kong, el Brooklyn Theatre de Pretoria, así como en numerosos auditorios de China, en donde ha sido invitado regularmente a realizar varias giras.
Ha grabado Goyescas de Granados y repertorio inédito español de su región natal, así como varios CDs con obras de Mendelssohn, Beethoven, Liszt, Gottschalk y Albéniz, además de obras de compositores actuales.
A lo largo de su carrera, ha abordado un extenso repertorio pianístico muy variado desde Beethoven, con varias integrales, hasta el siglo XXI, que incluye el estreno en España de los cuatro volúmenes de Makrokosmos de George Crumb, obra de referencia de la técnica del piano contemporáneo.
Además de su intensa actividad como solista, ha mostrado interés por la investigación musical en el área del análisis de la interpretación. Así, su estilo interpretativo se basa, en gran parte, en el estudio objetivo de las interpretaciones de los grandes maestros del piano mediante técnicas espectrográficas.
Es doctor en Música cum laude por la Universidad Politécnica de Valencia, de la que ha recibido, además, el Premio Extraordinario de Doctorado por sus investigaciones de la interpretación musical mediante la utilización de espectrogramas sonoros.
Se incorporó por oposición al Cuerpo de Profesores de Música y Artes Escénicas del Estado con el número uno de su promoción en España. Ha sido Profesor Titular de Piano en el Conservatorio Superior y Profesional de su ciudad desde 1987. Ha impartido también cursos y conferencias en España y en varias universidades de América y China.
Es presidente de la Asociación Aragonesa de Intérpretes de Música desde 1993. Nombrado Presidente del Consejo Aragonés de Enseñanzas Artísticas del Gobierno de Aragón en el 2011.
En 2020 la Fundación-Museo Albéniz y el Ayuntamiento de Camprodon (Gerona) le otorgaron la Medalla Albéniz en reconocimiento a su interpretación y difusión de la Suite Iberia de este genial compositor.

## Discografía
| Año Edición      | Título | Año Grabación | Sello                          |
| ---------------- | --- | ------------- | ------------------------------ |
| 1995             | Mendelssohn, Sonatas para violín y piano                                                                     | 1995          | Numérica                       |
| 1996             | Enrique Granados, Goyescas                                                                                   | 1995          | Delicias Discográficas         |
| 1999             | Agustín Charles, Compositores de hoy Vol. 1 «CONVEX I»                                                       | 1992          | Fundación Música Contemporánea |
| 1999             | 20 años de delicias discográficas «Fandango de Cándil» de Enrique Granados                                   | 1992          | Delicias Discográficas         |
| 2002             | Fernando Félix Pérez Ferrer, Aire Brasileño                                                                  | 1997          | AG Producciones                |
| 2004             | Beethoven, Sonatas para violín y piano «Sonata n.º4» y «Sonata n.º5»                                         | 2002          | Master Classics                |
| 2007 (Reedición) | Enrique Granados, Goyescas                                                                                   | 1995          | Delicias Discográficas         |
| 2011             | La jota de ayer y hoy vol. 4. «Rapsodia española de Liszt», «Jota aragonesa» de Gottschalk, White y Sarasate | 2011          | Prames                         |
| 2011             | Música para piano en Aragón desde el siglo XIX a Pilar Bayona                                                | 2011          | AG Producciones                |
| 2016             | Isaac Albéniz, Piano Music                                                                                   | 2016          | Nibius                         |
| 2020             | Ludwig van Beethoven, Sonatas para violín y piano Vol.1                                                      | 2020          | ET´CETERA                      |

## Publicaciones
- Lorenzo, Rubén (2018). «Pilar Bayona: Su entorno pianístico y su estilo interpretativo». Institución Fernando el Católico. ISBN 978-84-9911-487-3. Consultado el 16 de octubre de 2018.
- Lorenzo, Rubén (2017). «Algunos fragmentos de música española por la pianista Pilar Bayona. Análisis espectrográfico de su interpretación». Anuario Musical (72): 233-258. ISSN 1988-4125. Consultado el 30 de marzo de 2018.
- Lorenzo, Rubén (2010). «Representaciones gráficas del sonido: Una herramienta para el análisis de la interpretación pianística». Anuario Musical (65): 197-224. ISSN 0211-3538. Consultado el 30 de marzo de 2018.